# Hemianax papuensis
Hemianax papuensis là loài chuồn chuồn trong họ Aeshnidae. Loài này được Burmeister mô tả khoa học đầu tiên năm 1839.

## Hình ảnh

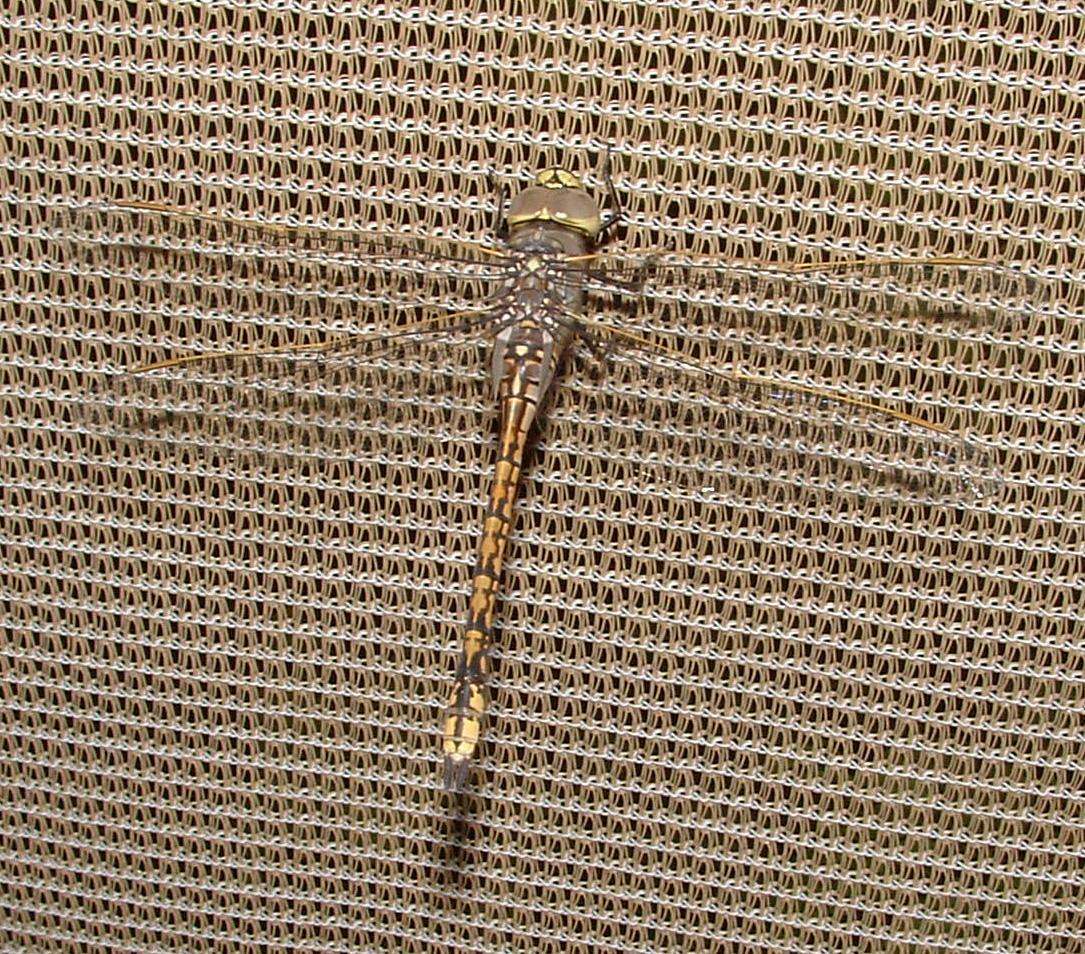
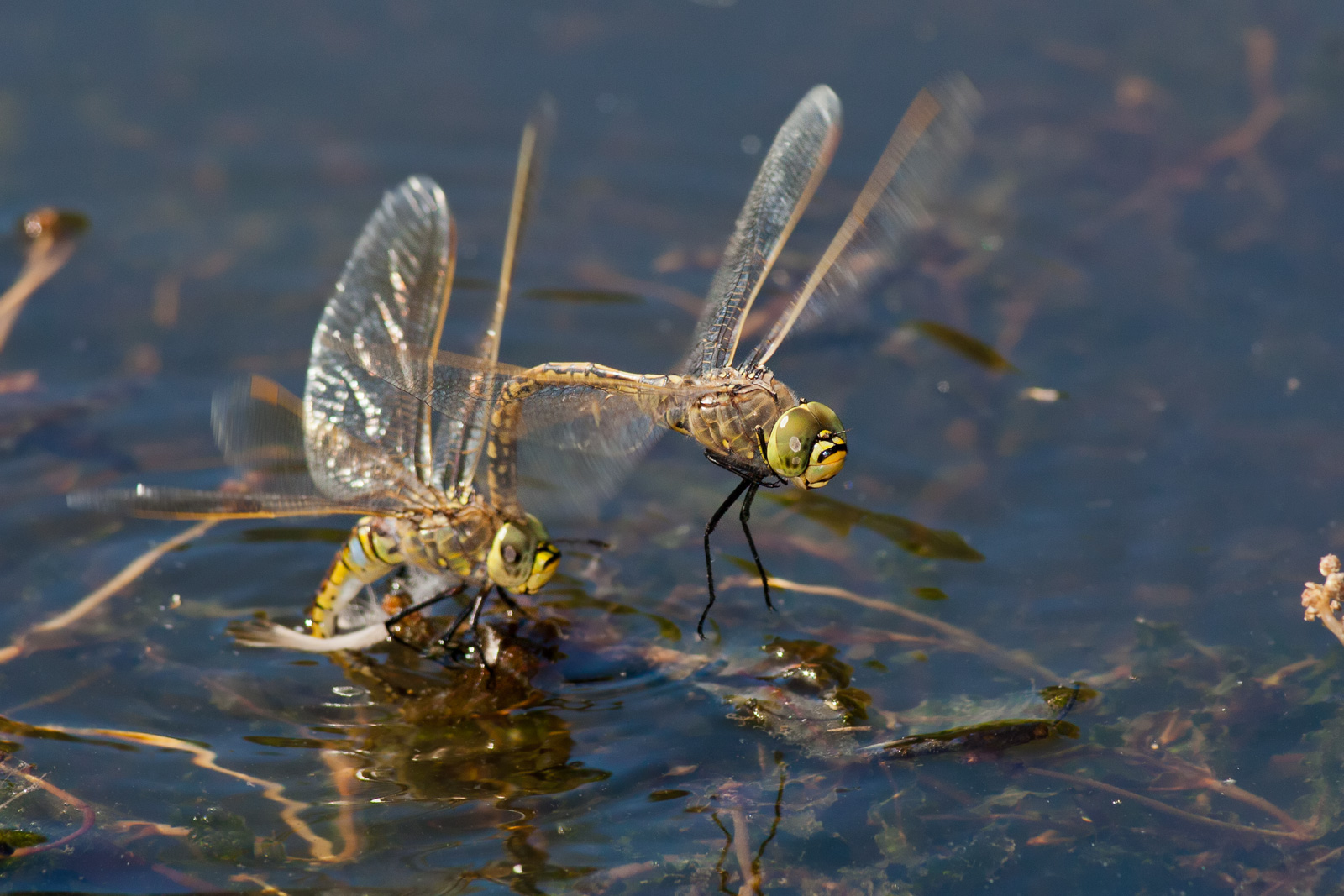
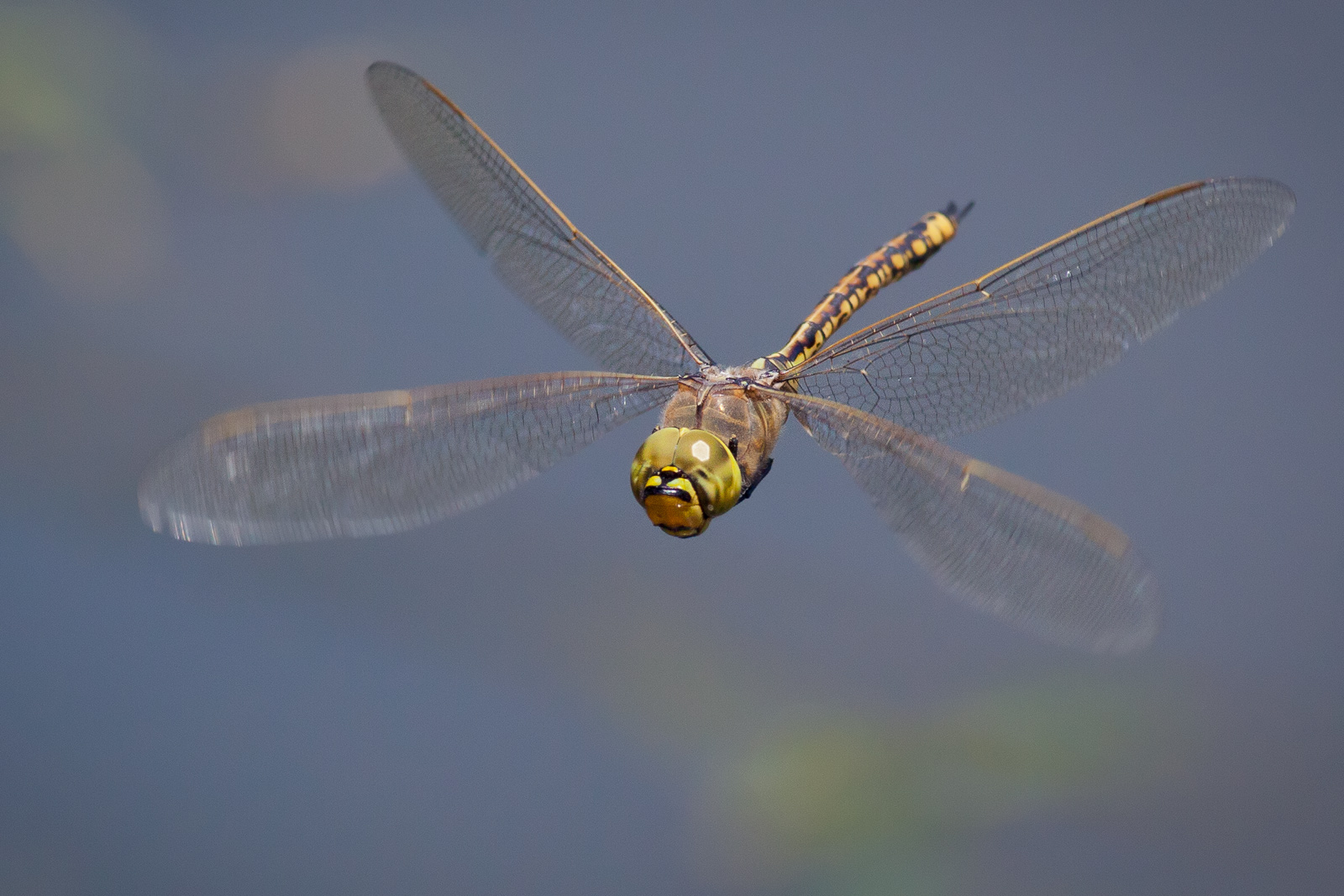
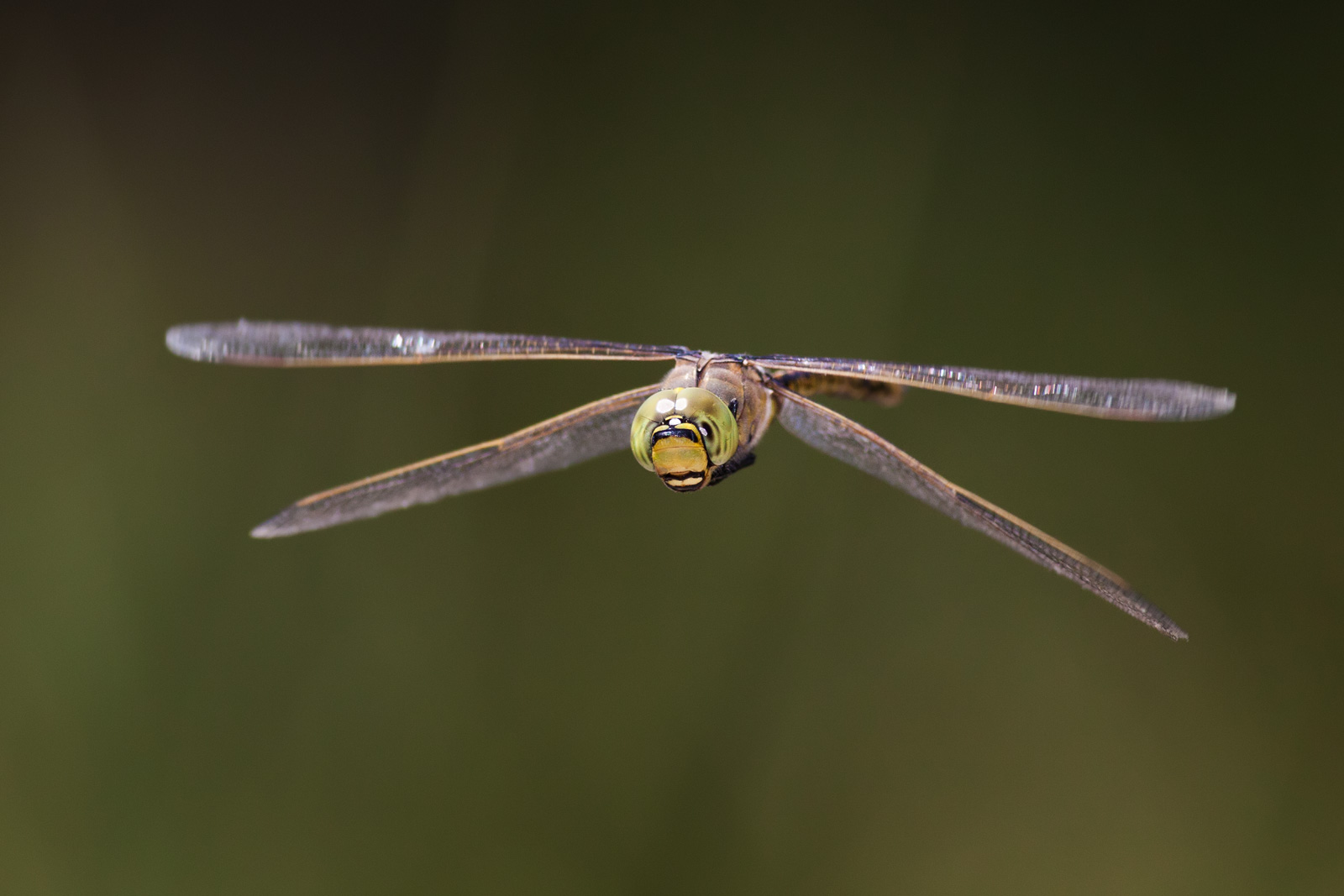